# Patricio Aylwin
Patricio Aylwin Azócar (Viña del Mar, Xile, 26 de novembre de 1918 - Providencia, Xile, 19 d'abril de 2016) polític demòcrata cristià, i jurista Xile. Va ser President de Xile durant el període 1990-1994.
Patricio Aylwin va ser triat com a candidat a les eleccions per la Concertació Xilena. En aquestes eleccions de (desembre de 1989) Patrici Aylwin es va enfrontar a Hernán Büchi (del bloc de dreta) i Francisco Javier Errázuriz Talavera, sortint triomfador amb un 55,2% dels vots. Així, Aylwin es convertiria en el primer president democràtic en 17 anys i el segon democratacristia en el país, a més de ser el primer president concertacionista i donar inici al període de transició a la democràcia Xilena.
Entre els principals fets del seu govern està la creació de la Comissió Veritat i Reconciliació, presidida per Raúl Rettig, que va donar a conèixer al març de 1991 l'anomenat Informi Rettig, destinat a restablir la convivència nacional i aportar llum sobre les violacions als Drets Humans durant la dictadura, sobre la base d'antecedents de morts i desapareguts.
A més destaquen l'increment econòmic que va dur a Xile a créixer a ritmes d'un 7% anual i les lleis de política indígena que van culminar amb la creació de la CONADI (Corporació Nacional de Desenvolupament Indígena).
En l'any 1994, en acabar el seu mandat el va succeir a la presidència de Xile, el també demòcrata cristià, Eduardo Frei Ruiz-Tagle.
En concloure el seu govern, Aylwin havia assolit una reducció de la pobresa de 45,1% a 27,5%; no obstant això va declarar haver fracassat durant la seva missió.